# Doorslaar
 (août 2021).
Si vous disposez d'ouvrages ou d'articles de référence ou si vous connaissez des sites web de qualité traitant du thème abordé ici, merci de compléter l'article en donnant les références utiles à sa vérifiabilité et en les liant à la section « Notes et références ».
Doorslaar est un hameau situé dans l'ancienne commune belge d'Eksaarde. Depuis la fusion des communes en 1977, il appartient à Lokeren. 

## Histoire
Le père Carolus Josephus Van der Ginst (1801-1864) devient le premier prévôt puis le pasteur de la paroisse Nicolas de Tolentino nouvellement fondée. L'église Notre-Dame est également née sous l'impulsion de Van der Ginst, qui était pasteur adjoint à Eksaarde depuis 1838. La première pierre de l'église a été posée en octobre 1842 sur un terrain appartenant à la famille de brasseurs Tolliers.
Une nouvelle église est construite à partir de 1857, des extensions sont réalisées en 1868 sous la direction de l'architecte Edmond de Perre-Montigny (nl). L'école paroissiale a été construite en 1879 et le couvent (des Sœurs de la Visitation) en 1883. Auparavant, les habitants de ce quartier éloigné d'Eksaard devaient se rendre à Zeveneken.
En 1986, les dernières sœurs ont quitté le couvent. En 2009, il a été démoli pour être remplacé par un gymnase.
Aujourd'hui, le village a toujours sa propre vie associative et l'école primaire St. Louis.

## Tourisme
Le sentier de grande randonnée 122 le traverse.

## Galerie

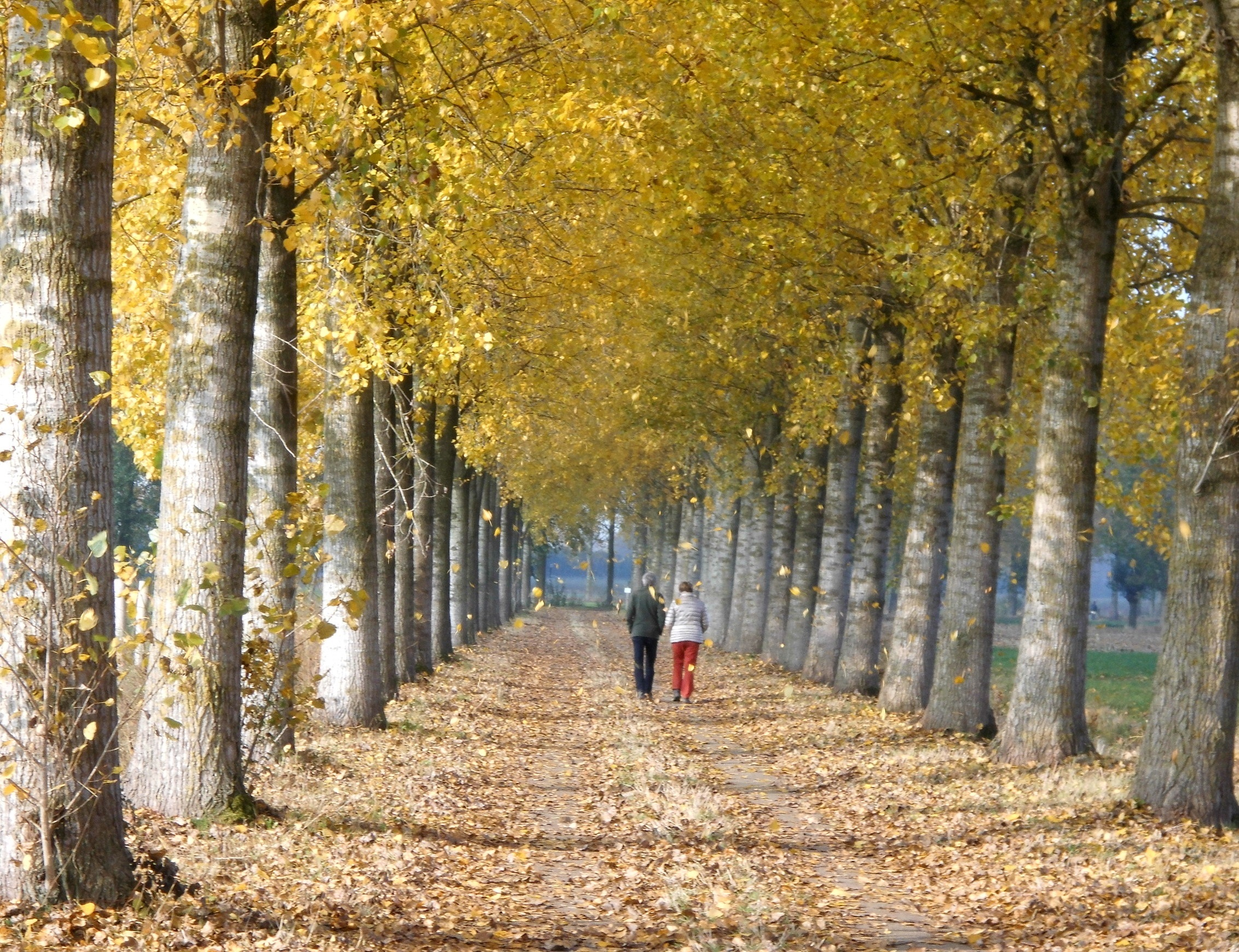
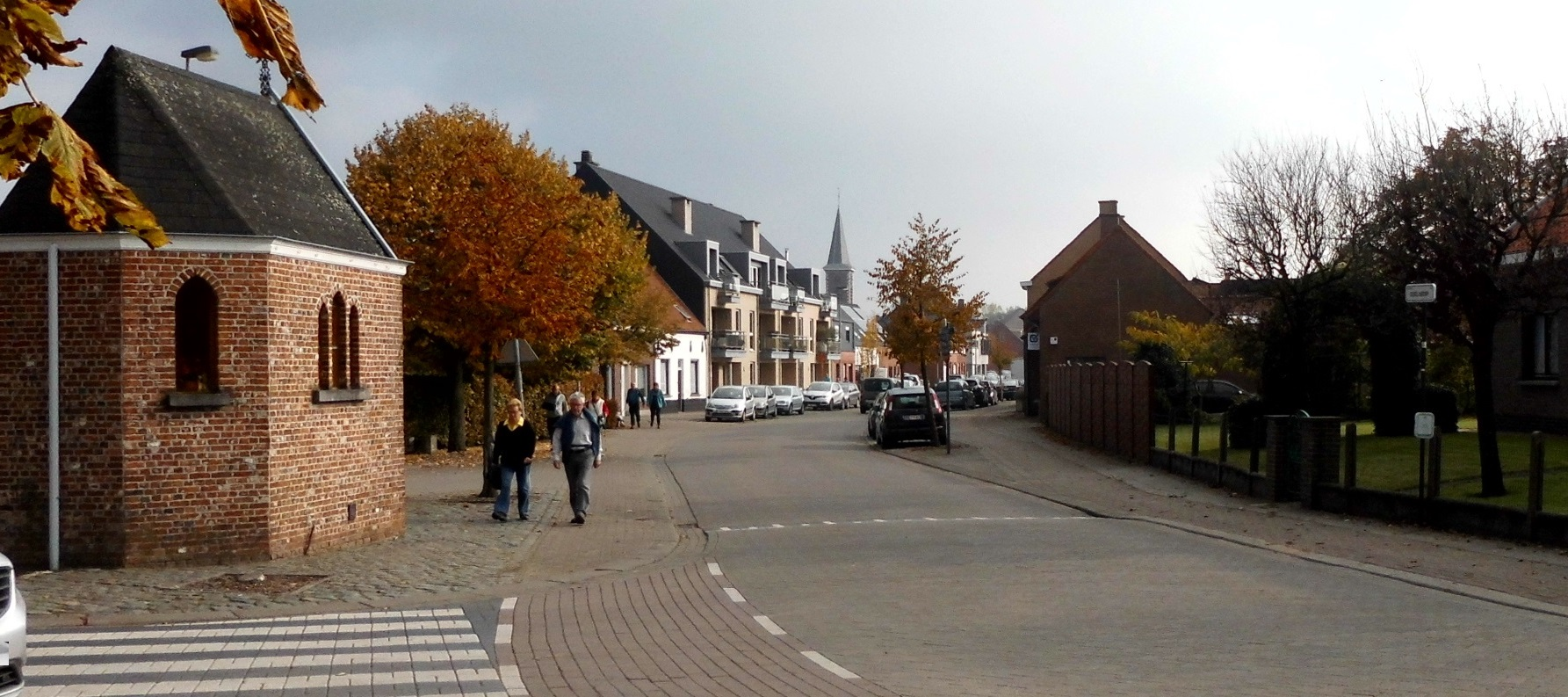